# Чжуншань
Район Чжуншань (кит.: 中山區) — район в столиці та місті центрального підпорядкування Республіки Китай Тайбеї.

## Географія
Площа району Чжуншань на 10 вересня 2017 становила близько 13,6821 км².

## Населення
Населення району Чжуншань на 15 серпня 2006 становило близько 218 397 осіб. Густота населення становила 15 962,2 осіб/км².